# Кучеренко, Александра Александровна
Александра Александровна Кучеренко (укр. Олександра Олександрівна Кучеренко; род. 26 ноября 1997, Днепр, Украина) — обладательница титула «Мисс Украина-2016», украинская журналистка, ведущая телепередачи «Звёздный спорт» на телеканале ICTV, профессиональная танцовщица

, фотомодель, куратор проекта «Наставничество».

## Биография
Александра Кучеренко родилась в Днепропетровске (с 2016 — город Днепр). С детства увлекалась музыкой и танцами. С 5 лет Александра посещала музыкальную школу по классу фортепиано, а также занималась спортивными бальными танцами. Отдаёт предпочтение латиноамериканскому направлению. Дважды участвовала во всемирном танцевальном фестивале «Blackpool Dance Festival» в Великобритании. Впоследствии, в 2017 году, стала участницей украинского танцевального шоу «Танцы со звёздами» на телеканале 1+1. В качестве профессиональной модели участвовала в рекламных кампаниях известных украинских дизайнеров и брендов, таких как: Andre Tan, Анастасия Иванова, Hayk Avanesyan, Leggio Avi, Ocheretny, Alonova, Aysina, Dominiss, Vovk. Снималась для глянцевых журналов и регулярно открывает модные показы на Ukrainian Fashion Week. Александра увлекается фитнесом, плаванием, конным и лыжным спортом, соблюдает правила здорового образа жизни. Со школьных лет мечтала стать телеведущей и вести собственную телепрограмму. Среди кумиров Александры — легенда американского телевидения Опра Уинфри.

## Образование
В период 2013—2015 годов обучалась в школе телеведущих «Respect TV». В 2015 году она окончила с золотой медалью среднюю общеобразовательную школу № 2 в родном городе Днепропетровске. Со школы Александра имеет склонность к изучению иностранных языков и отдаёт предпочтение гуманитарным наукам. После школы, в 17 лет, вместе с родителями она переехала в Киев, чтобы исполнить свою мечту стать известной телеведущей. В 2015 году поступила в Киевский национальный университет имени Тараса Шевченко на специальность «Диктор и ведущий телепередач», а в 2019 году получила диплом бакалавра с отличием. Поступила в магистратуру Института журналистики КНУ имени Т. Шевченко на факультет «Журналистика».

## Конкурс «Мисс Украина»
В 2016 году Александра Кучеренко участвовала в конкурсе красоты «Мисс Украина» и завоевала корону и титул. Ранее девушка никогда не испытывала свои силы в подобных конкурсах и прийти на кастинг решила спонтанно после того, как увидела афишу конкурса. Часть денежного вознаграждения Александра потратила на реализацию своего благотворительного проекта, который был направлен на помощь в развитии одарённых детей из родного города Днепропетровска. Например, она помогла талантливой девочке-музыканту из малообеспеченной семьи осуществить мечту — подарила ей скрипку и организовала ей участие в международном конкурсе юных музыкантов. В декабре того же года Александра Кучеренко представляла Украину на конкурсе «Мисс Мира» в США. Там девушка выступила со своим танцевальным номером и попала в финал конкурса талантов «Мисс Мира» среди других 10 финалисток.

## Карьера
Александра Кучеренко в качестве студентки посещала учебно-производственную практику на телеканале ICTV, прошла кастинг на роль ведущей и впоследствии получила желанную работу. Так, с мая 2018 года она стала ведущей программы «Звёздный спорт» на канале ICTV. В этой телепрограмме Саша рассказывает зрителям о новостях мира спорта и жизни известных спортсменов. В 2017 году Александра Кучеренко была ведущей главной фан-зоны песенного конкурса «Евровидение 2017» на главной улице Киева — Крещатике.
Также Александра активно занимается модельным бизнесом: участвует в многочисленных рекламных кампаниях украинских дизайнеров и брендов (Andre Tan, Анастасия Иванова, Ocheretny, Alonova, Aysina, Dominiss, Vovk, Hayk Avanesyan, Leggio Avi), снимается для известных журналов и открывает модные показы на Ukrainian Fashion Week. Модель не скрывает того, что восхищается украинскими дизайнерами и имеет в своём гардеробе более 50 % вещей Made in Ukraine. Александра Кучеренко не пропускает недели украинской моды и часто становится лицом новых коллекций украинских дизайнеров. Александра является официальным амбассадором бренда французской косметики Gisele Delorme в Украине. В 2017 году Александра Кучеренко снялась в клипе молодой украинской группы Lucky4 на песню «Самая моя».

## Телепроекты
В 2017 году Александра Кучеренко в паре с Дмитрием Комаровым приняла участие в теле проекте «Танцы со звёздами» (4 сезон) канала «1 + 1». Партнёры по паркету добровольно покинули шоу после седьмого эфира, уступив место паре Юрия Ткача и Илоны Гвоздевой.

## Благотворительность
Александра любит детей и всегда была неравнодушна к тем, кто лишился родительской любви, заботы и воспитания. Так, в 2013 году в качестве волонтера Саша побывала на Африканском континенте, где помогала детям, живущим в голоде и бедности в местных племенах. Тогда Александра посетила племена Масаи. С тех пор один из талисманов Александры — украшение из бисера, собственноручно сплетённое и подаренное ей детьми из племени Масаи в Африке. Тяжёлое положение этих людей настолько поразило девушку, что она решила основать благотворительный проект, который представила на «Мисс Мира». Во время участия в конкурсе «Мисс Украина 2016» в рамках собственного проекта «Ромашки в сердце» Александра посещала детские дома, общалась с детьми, создавала для них маленькие праздники и проводила танцевальные мастер-классы. Александра вместе с комитетом конкурса «Мисс Украина» организовывала благотворительные акции и аукционы, передавала вырученные средства на сложные детские операции в Институт сердца МОЗ Украины и посещала Авдеевку для содействия многодетным семьям. С другими лидерами мнений, проводила для детей обучающие мастер-классы, лекции по профориентации, о вреде курения и наркотиков.

## Проект «Наставничество»
В 2017 году Александра Кучеренко стала куратором благотворительного проекта «Наставничество», который помогает детям из детских домов социализироваться и адаптироваться к взрослой жизни. На Украине более 100 тысяч детей, которые в силу разных жизненных обстоятельств попали в детские дома и интернаты, но, к сожалению, не всех детей сразу забирают в семьи. Поэтому цель благотворительного проекта «Наставничество» заключается в том, что взрослые могут стать для ребёнка наставником, не усыновляя его. Это удивительная возможность стать для ребёнка взрослым другом, который ответит на любой вопрос, даст нужный совет, научит готовить домашнюю еду и даже поможет с выбором профессии. Такая практика, как отмечает Александра, помогает детям не только получить ответы на свои вопросы, но и раскрыть свою личность.

## Личная жизнь
Со своим мужем Дмитрием Комаровым Александра познакомилась на конкурсе «Мисс Украина 2016», где Александра одержала победу, а Дмитрий был членом жюри. Девушка рассказывает, что телеведущий предложил ей помочь с благотворительным проектом и поделился своими идеями по поводу его реализации. Вторая встреча состоялась по воле судьбы. Александра забыла в офисе у Дмитрия его первый подарок — амулет из племени папуасов. Дмитрий предложил снова встретиться, чтобы его отдать, так и завязались их отношения. Телеведущий сделал предложение своей избраннице в вертолёте, во время полёта над Киевом. Пара тщательно скрывала свои отношения, а в июне 2019 года Александра Кучеренко и Дмитрий Комаров сообщили о тайной свадьбе в Киеве и венчании в Иерусалиме. Медовый месяц молодожёны провели на Мальдивах. 
В 2025 году супруги развелись после 6-ти лет совместной жизни.